# Gonzalo Alonso Calzada Guerrero
Gonzalo Alonso Calzada Guerrero (ur. 7 lipca 1964 w San Luis de la Paz) – meksykański duchowny katolicki, biskup Tehuacán od 2018.

## Życiorys

### Prezbiterat
Święcenia kapłańskie otrzymał 18 maja 1989 i został inkardynowany do diecezji Celaya. Pracował głównie jako duszpasterz parafialny, zaś w latach 2007-2012 był rektorem diecezjalnego seminarium.

### Episkopat
20 listopada 2012 papież Benedykt XVI mianował go biskupem pomocniczym archidiecezji Antequera, ze stolicą tytularną Cissa. Sakry udzielił mu 15 lutego 2013 arcybiskup José Luis Chávez Botello.
20 października 2018 papież Franciszek mianował go biskupem ordynariuszem diecezji Tehuacán.